# Yoshi Oida
Yoshi Oida (jap. 笈田 ヨシ, Oida Yoshi; * 26. Juli 1933 in Kōbe) ist ein japanischer Schauspieler und Regisseur.

## Leben
Oida absolvierte eine Ausbildung in den klassischen japanischen Theaterformen. Danach folgte eine Zusammenarbeit mit dem Schriftsteller Mishima Yukio. 1968 erhielt Oida eine Einladung von Jean-Louis Barrault zum Theater der Nationen nach Paris, wo er seitdem lebt. Hier begann seine Beteiligung an den Produktionen von Peter Brook.
Seit 1979 inszenierte Oida eigene Schauspiele in Deutschland, u. a. an der Berliner Schaubühne und am Hamburger Schauspielhaus. Am Thalia Theater führte er auch Regie.
In seiner pädagogischen Arbeit – Oida veranstaltet regelmäßig Workshops – betont er die bewusste Entwicklung von Stimme und Körper. Hierbei bezieht er sich auf Techniken aus dem japanischen Buddhismus und dem Shintō sowie aus dem japanischen Theater (Nō). In der Kombination von Stimme und Bewegung erkennt Oida eine Energie, über die Wörter nicht verfügen können.

## Ehrungen
- 1992: Chevalier de l´Ordre des Arts et des Lettres[1]
- 2007: Officier de l´Ordre des Arts et des Lettres

## Filmografie (Auswahl)
- 1994: Julie Lescaut (Fernsehserie, 1 Folge)
- 1996: Die Bettlektüre (The Pillow Book), Regie Peter Greenaway
- 2000: Taxi Taxi, Regie Gérard Krawczyk
- 2001: Wasabi – Ein Bulle in Japan (Wasabi), Regie Gérard Krawczyk
- 2006: Liu San – Wächter des Lebens (Le concile de pierre)
- 2016: Silence, Regie: Martin Scorsese

## Veröffentlichungen
- Zwischen den Welten. Alexander Verlag, Berlin 1993, ISBN 3-923854-59-5.
- Der unsichtbare Schauspieler. Gemeinsam mit Lorna Marshall. 3. Auflage. Alexander Verlag, Berlin 2005, ISBN 3-89581-035-5.
- Die Tricks eines Schauspielers. Gemeinsam mit Lorna Marshall. Alexander Verlag, Berlin 2009, ISBN 978-3-89581-201-9.